# Sorex antinorii
Sorex antinorii és una espècie de mamífer de la família de les musaranyes (Soricidae). Viu a Itàlia, Suïssa i França.